# 阿米塔·傑拉萬德之死
阿米塔·傑拉萬德（2006年4月2日—2023年10月28日；波斯語：‎），為一名17歲的伊朗庫德族女孩 ，於2023年10月1日在使用德黑兰地铁時，疑因當時裝束與執法人員衝突後陷入昏迷，隨後她被扣留於當地陸軍醫院的重症监护室，直到10月22日被宣佈脑死亡，並於10月28日被正式宣告死亡。此事被與马赫萨·阿米尼之死相比擬，並被德國外長評之為「無法容忍」。

## 背景
伊朗的法律要求女性根据伊斯蘭著裝規範遮掩頭髮，穿著寬鬆服飾。而觸犯這些法規的人，會面臨公開譴責、罰款，或被指导巡逻队，即「道德警察」扣押。
2022年11月，因為民主和人權、特別是為婦女和兒童的權益和庇護權所作出的努力而於2003年獲頒諾貝爾和平獎的第一位伊朗人和穆斯林女性、前法官、律師希林·伊巴迪就被稱為「頭巾革命」的阿米尼示威表示「一方面，看到年輕一代如此勇敢地對抗獨裁者，我感到樂觀和充滿希望。另一方面，看到年輕人被逮捕或殺害，我非常難過。民眾的訴求不再是反頭巾。艾米尼被殺是導火線，現在人們不想要伊斯蘭共和國，想推翻政權。」
2023年10月6日，諾貝爾和平獎頒授給為伊朗受壓迫的女性而戰、為促進所有人的人權及自由而戰、對瑪莎·艾米尼之死進行報導的人權活動家納爾吉斯·穆罕默迪。19日，歐洲議會將沙卡洛夫獎追授給瑪莎·艾米尼及她的受迫害致死所激發的女性、生命、自由運動。
傑拉萬德家庭來自伊朗洛雷斯坦省庫達什特縣塔爾罕地區，與艾米尼同屬庫德族。

## 事件
2023年10月1日，傑拉萬德與另外兩個朋友一起乘搭德黑兰地铁。在經過一段時間後，她的朋友們將昏迷不醒的她帶離列車，以尋求醫療協助，她再被送往醫院。 據報其因脑外伤入院留醫。 
據當時的一名目擊者稱，在傑拉萬德進入地鐵車廂後不久，一名戴頭巾的執法人員因為她沒有戴頭巾，就開始與她爭吵。爭論隨後演變為暴力，戴頭巾的執法者對她進行了身體攻擊。據德黑蘭和胡瑪地鐵公司介紹，傑拉萬德乘坐的TWM-EM-1203系列地鐵車廂，配置有多個視頻監控攝像機。 不過，伊朗新聞機構尚未公佈事發車廂內部的任何影像資料。  

## 指控
據挪威人權組織Hengaw稱，當時傑拉萬德因未戴頭巾，而遭到道德警察的質問，在短暫的爭吵後她便遭到對方襲擊並摔倒，導致她頭部受創並失去知覺 。伊朗當局否認事發時有過任何肢體衝突，並宣稱她是因低血壓而暈倒。 
地鐵站的監控錄像顯示，當時沒有戴頭巾的傑拉萬德和另外兩名女孩一同進入列車。不久之後，不省人事的她被朋友們抬下列車。 伊朗官方媒體聲稱這段視頻證明了他們的敘述，但畫面中並未顯示車廂內導致傑拉萬德昏迷的事件。 國際特赦組織證據實驗室的分析稱，該視頻的多個部分都被加速過，而根據時間戳，視頻資料中存在3分16秒的間隙。 

## 事後
送傑拉萬德入院的朋友們後被扣留三天。傑拉萬德的母親和採訪她的《Shargh》日报記者也遭逮捕。傑拉萬德所在醫院的重症監護室，則被安全人員把守起來。
10月22日，伊朗官方媒體宣佈傑拉萬德在昏迷數週後，被宣告腦死亡。10月28日，傑拉萬德被正式宣告死亡。 
該事件被與22歲庫爾德女性马赫萨·阿米尼的遭遇相提並論，後者在道德警察拘留期內，於2022年9月16日有疑情地死亡，當時死亡事件便引发伊朗全国范围内的抗议活动。時為應對抗議活動，當局是鎮壓了活躍運動並收緊了頭巾法。傑拉萬德個案引起國際輿論抨擊，以及國際呼籲要求對事件進行獨立調查。伊朗政府駁回了國際批評，稱其為「干涉主義」。